# 2673 Лоссігнол
2673 Лоссігнол (2673 Lossignol) — астероїд головного поясу, відкритий 22 травня 1980 року.
Тіссеранів параметр щодо Юпітера — 3,170.